# Mohamed Jeddi
Mohamed Jeddi (arabe : محمد الجدي), de son nom complet Mohamed Ali Jeddi, né le 20 avril 1922 à El Ksour et mort le 16 janvier 1979 à Slouguia, est un homme politique tunisien. 

## Biographie
Il rejoint le Néo-Destour en 1941 et assume des responsabilités partisanes à El Ksour et Gafsa.
Il est élu à l'assemblée constituante en 1956 en tant que représentant de la circonscription électorale de Makthar-Siliana-Tajerouine. Il est ensuite affecté à des tâches administratives aux ministères de l'Intérieur et de l'Agriculture. 
Il est nommé en 1958 comme directeur général de l'Office de mise en valeur de la vallée de Medjerda. Il reste à ce poste jusqu'en 1964, lorsqu'il est nommé comme ministre de l'Agriculture ; il occupe ce poste entre le 12 novembre 1964 et le 26 juillet 1967. Durant cette période, il visite plusieurs pays européens tels que l'Allemagne de l'Ouest, pour étudier le développement de la coopération dans le domaine agricole, et la Roumanie, afin d'étudier les méthodes agricoles de ce pays, surtout dans le domaine de l'élevage. Il négocie en 1967 un prêt de quatre millions de dinars avec les autorités allemandes, pour un usage dans le domaine agricole.
À la suite d'un remaniement partiel du gouvernement effectué le 25 juillet 1967, Mohamed Jeddi est nommé ambassadeur en Suisse et en Autriche, alors que Lassaad Ben Osman lui succède comme ministre de l'Agriculture. Il entre en poste à Berne le 3 novembre 1967 et y reste jusqu'en juillet 1969.
Il est nommé le 5 janvier 1970 comme président de la commission parlementaire chargée de mener une enquête sur la mauvaise gestion de l'ancien ministre du Plan puis de l'Économie, Ahmed Ben Salah.